# Benjamín Zeledón

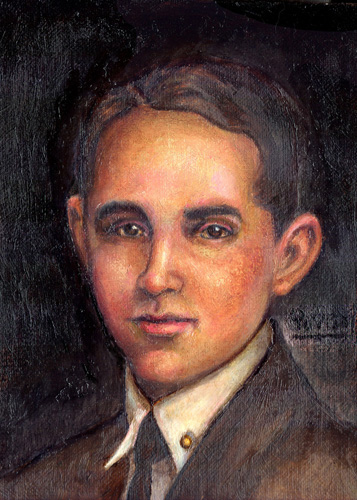

Benjamín Francisco Zeledón Rodríguez (La Concordia, Jinotega, Nicaragua, 4 de outubro de 1879 - entre Masatepe e Niquinohomo, 4 de outubro de 1912) foi um advogado, político e militar da Nicarágua agraciado com o título póstumo de "Herói Nacional da Nicarágua."
Como um estadista foi magistrado na Corte Centro-Americana de Justiça como representante da Nicarágua durante o governo do doutor e general José Santos Zelaya e ministro da Guerra durante a presidência do Dr. José Madriz. Foi um dos líderes de uma revolta contra o presidente Adolfo Díaz, considerado por muitos como um fantoche dos Estados Unidos. Durante a Revolução Liberal-Conservadora de 1912 atuou como Chefe Supremo do Governo (em rebelião) entre 23 de setembro e 4 de outubro de 1912, quando assumiu o comando supremo do exército revolucionário liberal-conservador após a rendição e o exílio do general Luis Mena Vado.
Foi morto durante a Batalha de Coyotepe, quando os marines dos Estados Unidos recapturaram o Forte Coyotepe e a cidade de Masaya dos rebeldes. Seu corpo foi levado em um carro de boi pelos fuzileiros navais para ser enterrado em Catarina.